# 埃瑪·蒂奧費勒斯
埃瑪·伊纳姆提拉·蒂奧費勒斯 （英語：Emma Inamutila Theofelus，1996年—） ，纳米比亚政治家，自 2024 年 2 月 9 日起擔任資訊、通訊和科技部副部長。 蒂奧費勒斯 2020 年 3 月上任時年僅 23 歲，是目前為止非洲和纳米比亚最年輕的女性政府部長。  

## 事業
2013 年起，蒂奧費勒斯擔任 Windhoek 市青年委員會的青年市長。做為一名前青年倡議人士，她曾在 2013 年至 2018 年擔任兒童議會副議長。 她在纳米比亞大学獲得法學學位，從而開始自己的事業 ，擔任司法部的法律官員。州議會的號召對她而言是個意外。 

在非洲，任命年輕領導者擔任高等職位並非新鲜事。 蒂奧費勒斯於 2020 年 3 月被任命為纳米比亞資訊、通訊和科技部副部長，是已故的哈格·根哥布博士第二任期的內閣成員。 她的職務任務是指揮官方與公眾溝通，向民眾宣傳預防措施，控制纳米比亚新冠病毒疫情。被任命為内阁部长时，蒂奧費勒斯年僅 23 歲，是當時非洲最年輕的內閣部長之一。 她還是國家高等教育委員會的董事會成員。 
作為副部長，她領導納米比亞關於預防新冠肺炎 (COVID-19) 的公共宣傳活動；作為國會議員，她的動議使女性衛生用品被認定為免稅商品。在被任命之前，蒂奧費勒斯是AfriYAN 納米比亞分會的成員，AfriYAN 是一個由青年領導的區域組織，她領導著對抗青少年懷孕和保護年輕人的性健康和生殖健康的開創性工作。 

## 成就
2020 年，她被評為100名最具影響力的非洲女性之一，也是名單上最年輕的人。 2021 年，蒂奧費勒斯被評為 BBC 年度 100 名女性之一。 她也因為在納米比亞的工作獲得了 2022 年聯合國人口獎，是關於倡導婦女賦權以及青少年性健康和生殖健康的工作。 
2021 年，蒂奧費勒斯向議會提出取消衛生棉稅的動議。 2022 年，根據自 2023 年 1 月 1 日起生效的 2022 年稅收修正案，財政部長 Iipumbu Shiimi 宣布廢除衛生棉增值稅，該動議正式生效。

## 關注焦點
她的立法興趣包括議會監督、議會發展、電子議會、氣候變遷立法、青年參與議會和議會研究。